# 西宮ゆめ
西宮 ゆめ（にしみや ゆめ、1996年11月4日 - ）は、日本のAV女優。cielo所属を経て2019年9月よりLIGHT所属。

## 略歴
2016年9月19日、アイデアポケットの専属女優としてAVデビュー。
2021年11月9日、FANZA・VR動画5周年キャンペーン2021・VRセクシー戦士（アイデアポケット担当）就任。
2022年4月、FANZA『ゴールデンウィーク大感謝祭キャンペーン2022』キャンペーンガールに就任。
2025年5月5日週FANZA通販フロアランキングにて、出演した『日本よ、これがアイポケだー。 BEAUTY VENUS THE HARLEM もう絶対に揃わない夢の究極共演！！ 痴女プレイ全10コーナー330分！』が初登場2位を記録した。
同年6月30日週FANZA通販フロアランキングにて、出演した『BEAUTY VENUS THE HARLEM-episode3- 24時間強●フル勃起！チ○ポ争奪！年中発情期の美人5姉妹に痴女られて賢者タイム無しのハメっぱなし同棲生活 西宮ゆめ 古川ほのか さくらわかな 佐々木さき 愛才りあ』が初登場10位となる。

## 人物
- 初オナニーは小学校低学年の時、初体験は高校1年の時、初潮吹きは高校の時[9]。
- 趣味・特技は、ショッピング・誰とでも仲良くなれる[1][2]。
- 自身では性格を「ワーっ」、「ヘラヘラしてる軽い感じ」と述べており[10]、生意気な女子高生役、小悪魔の女子などの役回りが多く、また本人もやりやすい役柄だと述べている。

## 出演作品

### アダルトDVD
| 発売日   | タイトル | 規格   | 品番     | メーカー    | 監督                    | 備考                     |
| 2016年   | 2016年 | 2016年 | 2016年   | 2016年      | 2016年                  | 2016年                   |
| -------- | --- | ------ | -------- | ----------- | ----------------------- | ------------------------ |
| 9月19日  | FIRST IMPRESSION 104 19歳 現役アイドル候補生 決意のAVデビュー | DVD    | IPZ-819  | idea pocket | TAKE-D                  |                          |
| 9月19日  | FIRST IMPRESSION 104 19歳 現役アイドル候補生 決意のAVデビュー | BD     | 9IPZ-819 | idea pocket | TAKE-D                  |                          |
| 10月25日 | 19歳の現役アイドル! 西宮ゆめの恥ずイキ! イキ過ぎ4本番!＋一撃バズーカ顔射フェラ! | DVD    | IPZ-835  | idea pocket | TAKE-D                  |                          |
| 11月25日 | 学校でしようよ! アイドルやってる同級生はHが大好き! | DVD    | IPZ-853  | idea pocket | TAKE-D                  |                          |
| 12月25日 | 絶頂覚醒! 開発された美女の性感帯! 西宮ゆめの眠っている性を無理矢理叩き起こす! | DVD    | IPZ-868  | idea pocket | X                       |                          |
| 2017年   | |        |          |             |                         |                          |
| 2月1日   | 僕と従姉妹のゆめとの甘～い同棲性活 ボクをお兄ちゃんと呼ぶゆめとの禁断のイケナイ関係 | DVD    | IPZ-883  | idea pocket | キョウセイ              |                          |
| 3月1日   | 西宮ゆめのびちゃびちゃ潮噴きフルコース 限界突破 潮噴射数343回＆総量3Lオーバー 無限快感スプラッシュ! | DVD    | IPZ-902  | idea pocket | キョウセイ              |                          |
| 4月1日   | 調教されたアイドル 首絞め! 潮噴き! 連続スパンキング! イキ過ぎた調教姦! | DVD    | IPZ-919  | idea pocket | 宮瀬博教                |                          |
| 5月1日   | ファン感謝祭! あなたの夢を叶えます!! デリバリーSEX あなたの自宅に西宮ゆめをお届けします | DVD    | IPZ-936  | idea pocket | TAKE-D                  |                          |
| 5月25日  | エロ痴女ナースは口内射精がお好き 魅惑のささやきは男を惑わす小悪魔極上ナース! | DVD    | IPZ-952  | idea pocket | まえだのかほり          |                          |
| 7月1日   | ボクらのオタサーの姫は萌え豚専用性処理ドMペット! | DVD    | IPZ-969  | idea pocket | 竹と薔薇                |                          |
| 8月1日   | 初めての8風俗SPECIAL＋4本番＋ピンサロ＋相互オナクラ＋チャイナエステ＋クイックデリバリー 西宮ゆめ本指名240分                                                                                                  | DVD    | IPZ-988  | idea pocket | KC武田                  |                          |
| 8月7日   | ゆめいっぱい 西宮ゆめ SWEETBOX 8時間 | DVD    | IDBD-762 | idea pocket | －                      | 単体ベスト               |
| 9月13日  | わたし、犯され過ぎて… 女子校生凌辱記 犠牲になった学級委員長 | DVD    | IPX-007  | idea pocket | 宮瀬博教                |                          |
| 10月7日  | 快感依存症 セックスに溺れ、セックスなしでは生きていけない西宮ゆめ | DVD    | IPX-024  | idea pocket | X                       |                          |
| 10月13日 | DIGITAL CHANNEL DC 141 初ぶっかけ解禁!! 西宮ゆめの顔をザーメンで容赦なく汚す220分! | DVD    | SUPD-141 | idea pocket | つぶやきジロー          |                          |
| 12月1日  | 酔ったら誰とでもしたくなっちゃうウブで天然な新人キャバクラ嬢 | DVD    | IPX-054  | idea pocket | X                       |                          |
| 2018年   | |        |          |             |                         |                          |
| 1月1日   | 究極の尻フェチマニアックス 極尻制服美少女version | DVD    | IPX-074  | idea pocket | オシリハカセ            |                          |
| 2月7日   | もてあそぶ痴女エステティシャンの裏オプション | DVD    | IPX-089  | idea pocket | TAKE-D                  |                          |
| 3月7日   | ナンパお持ち帰りSEX×いきなりSEX 盗撮映像そのままAV発売! ガチNTRも収録!! | DVD    | IPX-102  | idea pocket | X                       |                          |
| 4月1日   | 売られたアイドル 私のファンは全員鬼畜でした… | DVD    | IPX-116  | idea pocket | 宮瀬博教                |                          |
| 4月19日  | 乳首こねくりっぱなし快感エンドレスセックス 1週間の軟禁禁欲を経てノンストップでひたすら乳首責め2時間20分!! アへ顔 イキすぎてヨダレ垂れ流し!!                                                                  | DVD    | IPX-131  | idea pocket | TAKE-D                  |                          |
| 5月19日  | アイドル美少女と交わすヨダレだらだらツバだくだく濃厚な接吻とセックス | DVD    | IPX-144  | idea pocket | うさぴょん。            |                          |
| 6月19日  | 日常に潜むフェチマニアックス 身近にあるエロシチュエーションをそのまま映像化! | DVD    | IPX-160  | idea pocket | イナバール              |                          |
| 7月19日  | 「もうイッたから! 止めて!」絶頂後にぶっちぎりの追撃弾丸ピストン 昇天マ○コを追い打ちピストンで強制おかわり絶頂!                                                                                               | DVD    | IPX-178  | idea pocket | ドラゴン西川            |                          |
| 8月1日   | 多忙すぎて1ヶ月間セックスもオナニーもできず強すぎる性欲が大爆発した欲求不満ナース 深夜から朝方にかけ怒涛の10発射!!                                                                                           | DVD    | IPX-185  | idea pocket | TAKE-D                  |                          |
| 9月13日  | 祝解禁!! 妊娠確定!? 人生初生ハメ中出し ゴムなし! 疑似なし! 偽りなし! 100％本物ザーメンを西宮ゆめの子宮の奥に思う存分ブチまける!                                                                              | DVD    | IPX-207  | idea pocket | ザック荒井              |                          |
| 10月13日 | おじさん大好き痴女美少女が中年チ○ポを射精へ誘う焦らし寸止め舐めまくり性交 | DVD    | IPX-218  | idea pocket | 真咲南朋                |                          |
| 11月13日 | 僕のことが大大大好きなお姉ちゃんのハミ出し桃尻＆中出し誘惑 | DVD    | IPX-231  | idea pocket | X                       |                          |
| 12月13日 | 中出し痴女ナースに強制射精させられちゃう僕 | DVD    | IPX-245  | idea pocket | キョウセイ              |                          |
| 2019年   | |        |          |             |                         |                          |
| 1月13日  | フェラチオ大好き小悪魔メイドの衝動的ち×ぽ凌辱 卑猥な上目使いで大胆誘惑! 絶対に断れないゆめのセックスアピール!                                                                                                | DVD    | IPX-257  | idea pocket | ドラゴン西川            |                          |
| 2月13日  | デカマラ中毒制服ビッチと絶倫おやじの子種汁ドクドク生ハメ生中孕ませ性交 | DVD    | IPX-272  | idea pocket | ドラゴン西川            |                          |
| 3月13日  | 乳首ピーン! ゆめ先生の誘惑＆お仕置き中出し授業 | DVD    | IPX-284  | idea pocket | 前田カウンタック        |                          |
| 4月13日  | 立場逆転! いじめっ娘の西宮を孕むまでひたすら中出し輪姦してやった! | DVD    | IPX-297  | idea pocket | 豆沢豆太郎              |                          |
| 5月13日  | 真正W生中出し風俗5本番 240分貸し切りスペシャルコース 遂に共演!! | DVD    | IPX-308  | idea pocket | キョウセイ              | 共演: 岬ななみ           |
| 6月13日  | 射精しても射精してもチ○ポを抜いてくれない絶倫お姉さんの追撃中出し騎乗位ピストン | DVD    | IPX-326  | idea pocket | イナバール              |                          |
| 7月13日  | 中年オヤジと制服美少女の汗だく唾液みどろ特濃ベロキス性交 | DVD    | IPX-341  | idea pocket | X                       |                          |
| 8月13日  | 犯されながら何度もイカされる屈辱レ×プ 泣き崩れる美少女を容赦ない追撃ピストンで強制絶頂 | DVD    | IPX-357  | idea pocket | 赤井彗星                |                          |
| 9月13日  | 「マジ最悪なんだけど…」 形勢逆転! 即尺デリヘル呼んだら、会社のいじわるな女上司だった。 ムカツク! 上から目線オンナに復讐!!                                                                                    | DVD    | IPX-371  | idea pocket | キョウセイ              |                          |
| 9月13日  | デビュー3周年記念作品!! ゆめカワイイ 西宮ゆめPREMIUM BOX 8時間 大ボリューム20作品40本番 | DVD    | IDBD-804 | idea pocket | －                      | 単体ベスト               |
| 10月13日 | 1ヶ月間禁欲し彼女のいない数日間に彼女の親友と気が狂うくらい一心不乱にセックスしまくった | DVD    | IPX-386  | idea pocket | ZAMPA                   | 共演： 舞鳥るぅ          |
| 11月13日 | ボク以外のクラス全員とヤリまくりの西宮をチ○ポ堕ちするまでじわじわ犯してついでにヤケクソ中出ししてやった (笑)                                                                                                 | DVD    | IPX-401  | idea pocket | イナバール              |                          |
| 12月13日 | 生意気な妹にニーハイを履かせ僕だけの「絶対領域」を誕生させ僕好みに痴女らせた。 全編強制ニーハイ装着! | DVD    | IPX-417  | idea pocket | TAKE-D                  |                          |
| 2020年   | |        |          |             |                         |                          |
| 1月13日  | 中出しOK淫語と汗蒸しパンチラで女上司に誘惑されっぱなしのボク | DVD    | IPX-431  | idea pocket | ZAMPA                   |                          |
| 2月13日  | 強制スワップNTR 中年DQNカップルに何度もイカされ中出しされまくったボクの彼女。 | DVD    | IPX-441  | idea pocket | －                      |                          |
| 4月11日  | ゴミを見るような目でパンツを見せてもらいたい ～軽蔑されながら射精させてもらう夢の5シチュエーション～ | DVD    | IPX-455  | idea pocket | 苺原                    |                          |
| 4月13日  | 丁寧淫語で優しく焦らすランジェリー回春痴女エステ 射精するまで帰さない | DVD    | IPX-472  | idea pocket | ドラゴン西川            |                          |
| 5月13日  | 僕の恋人が家で待ってるのに、 終電を逃がしドジだけど可愛い部下の女子社員の家に泊まる流れに…ノーパンノーブラ 部屋着に興奮した絶倫のボクは一晩中ヤりまくった。。。                                              | DVD    | IPX-487  | idea pocket | 前田文豪                |                          |
| 6月13日  | 出張先相部屋NTR 絶倫の後輩社員に一晩中何度も中出しされた美人女子社員 | DVD    | IPX-505  | idea pocket | 前田文豪                |                          |
| 8月13日  | たっぷりネバスペ！ねっとり精液シェイク！ 口内ぶっかけ昇天フェラチオHEAVEN | DVD    | IPX-526  | idea pocket | －                      |                          |
| 9月13日  | 西宮ゆめ 至高のフェラチオコンプリートBEST 大量射精40発！ | DVD    | IDBD-979 | idea pocket | －                      | 単体ベスト               |
| 9月13日  | 群れなきゃ何も出来ないクソガキには妊娠確定中出し制裁 授業妨害のお返しにキモイ担任教師の特濃ザーメン孕ませ姦                                                                                                  | DVD    | IPX-538  | idea pocket | －                      |                          |
| 10月13日 | ズボラ義理姉の無自覚食い込みTバック尻にガマンできず真夏の暴走中出しバックピストン！ | DVD    | IPX-553  | idea pocket | －                      |                          |
| 11月13日 | 『絶対許さねぇ！！』 ピンサロ行ったらクソ生意気女上司の西宮だった。副業禁止なのに…口止め代わりに本番して奴●なみの扱いしてやった。 復讐の超イラマ姦 生意気女にしゃぶらせる！                                  | DVD    | IPX-567  | idea pocket | イナバール              |                          |
| 12月13日 | セックスのレベル上げたいゆめ先輩が通称AV博士のボクのち○ぽイカれるまで射精実験 男のポイント掴むため空いた時間に濃密セックス講習                                                                               | DVD    | IPX-584  | idea pocket | ドラゴン西川            |                          |
| 2021年   | |        |          |             |                         |                          |
| 1月13日  | 理性を狂わす魔性のベロキス 中年オヤジをたらし込む小悪魔ビッチ娘 | DVD    | IPX-600  | idea pocket | －                      |                          |
| 2月13日  | 教え子の濡れ透け制服がたまらなく美味しそうで… ～私、雨の日には必ず犯●れます～ | DVD    | IPX-616  | idea pocket | 肉尊                    |                          |
| 3月13日  | 闇金オヤジに脅され追い詰められた円光女子大生の人生転落レ×プビデオ | DVD    | IPX-631  | idea pocket | －                      |                          |
| 4月13日  | 接客態度のわるいデリヘル嬢を犯して犯して追姦レ×プ。 地獄の9連発中出し姦！！ | DVD    | IPX-645  | idea pocket | イナバール              |                          |
| 5月13日  | 絶頂114回！大痙攣103回！潮吹き9200cc！エロス極限突破トランス絶頂FUCK | DVD    | IPX-663  | idea pocket | イナバール              |                          |
| 6月13日  | 死ぬほど気持ち悪い上司のデカチンに何度もイカされる屈辱レ×プ 変態上司にザーメンマーキングされた西宮ゆめ | DVD    | IPX-677  | idea pocket | －                      |                          |
| 7月13日  | バラされたくなかったら脱げ。 万引き美女…何発ヤッても帰してくれないしつこい追姦ピストンレ×プの悲劇。 港区女子編                                                                                               | DVD    | IPX-693  | idea pocket | キョウセイ              |                          |
| 8月13日  | 求む！舐めチン！無差別おしゃぶり！ 彼女が噂の即尺フェラヤリマン！ | DVD    | IPX-710  | idea pocket | －                      |                          |
| 9月14日  | 即ハメ即ナメ ヤリヤリギャルのエスコート逆ナンSEX 行き当たりばったり手あたり次第声掛けナンパそのままパコパコSEX行脚                                                                                           | DVD    | IPX-728  | idea pocket | 豆沢豆太郎              |                          |
| 10月12日 | 中年オヤジの汗だく悪臭チ○ポ大好き変態J○のおねだりおしゃぶり | DVD    | IPX-746  | idea pocket | ドラゴン西川            |                          |
| 11月9日  | 上司のムカつく若妻を今から部下全員で2日間犯し続けます… 恨みの数だけ中出しされて… | DVD    | IPX-762  | idea pocket | TAKE-D                  |                          |
| 11月11日 | ▲We are ideapocket！アイポケキャンペーンSpecial DVD！ | DVD    | wicp003  | idea pocket |                         | 15名撮りおろしオムニバス |
| 12月14日 | デビュー5周年記念作品！ ゆめひろがる 西宮ゆめ5th MEMORIALオールSEX BEST8時間！20作品！40本番！ | DVD    | IDBD-857 | idea pocket | －                      | 単体ベスト               |
| 12月14日 | 「ホテルで休憩しよっか？」 新入社員歓迎会で酔いつぶれた僕が会社の受付嬢に逆お持ち帰りされ朝まで精子搾り抜かれた一夜。                                                                                        | DVD    | IPX-780  | idea pocket | まえだのかほり          |                          |
| 2022年   | |        |          |             |                         |                          |
| 1月11日  | 死ぬほど嫌いな義父の大好物は女子〇生のワタシでした… | DVD    | IPX-797  | idea pocket | まえだのかほり          |                          |
| 2月8日   | 禁欲の果て、汗と絶頂汁まみれで交わりまくった3日間 | DVD    | IPX-815  | idea pocket | イナバール              |                          |
| 2月8日   | 禁欲の果て、汗と絶頂汁まみれで交わりまくった3日間 | BD     | 9IPX-815 | idea pocket | イナバール              |                          |
| 3月8日   | 死ぬほど大嫌いな上司と出張先の温泉旅館でまさかの相部屋に… 醜い絶倫おやじに何度も何度もイカされ中出しされてしまった私。                                                                                       | DVD    | IPX-835  | idea pocket | －                      |                          |
| 4月12日  | 年下生意気OLに利尿剤飲ませ強制的に失禁イキ 計画的にハメられ尿意を我慢できず止まらないオシッコ！ | DVD    | IPX-854  | idea pocket | 豆沢豆太郎              |                          |
| 5月10日  | 西宮ゆめの本気フェラ5分我慢できればソーププレイで完全ご奉仕します！ in 渋谷 | DVD    | IPX-870  | idea pocket | ZAMPA                   |                          |
| 6月14日  | 教師失格 放課後にラブホで密会 娘ほど年の離れた教え子との淫美な中出しセックスに溺れた私は…。 | DVD    | IPX-887  | idea pocket | －                      |                          |
| 7月12日  | 巣ごもりホテルで部下の性欲剥き出しランジェリーに欲情し何度も溺れた3日間 生意気部下に強制中出し | DVD    | IPX-903  | idea pocket | 嵐山みちる              |                          |
| 8月9日   | 「店長、相手して」－営業中サボりNTR性交－ 時短営業で暇になったバイト娘の、暇つぶし囁き誘惑に理性を忘れ何度も何度も中出しをした一夜。                                                                         | DVD    | IPX-919  | idea pocket | イナバール              |                          |
| 9月13日  | 彼女のビッチ姉にロックオンされて そばに妹がいるのにグイグイ誘惑してくるパリピなドスケベお姉さん | DVD    | IPX-936  | idea pocket |                         |                          |
| 10月11日 | お気にバイト女子に彼氏ができたらしいので中年店長特権お祝いレ×プ | DVD    | IPX-953  | idea pocket | イナバール              |                          |
| 11月8日  | 勃起チ〇ポに目がない淫乱ナースの淫語スロー痴女ヌキ射精 ゆっくりじっくりち〇ぽを味わい尽くす変態ナース！！ | DVD    | IPX-970  | idea pocket | 豆沢豆太郎              |                          |
| 2023年   | |        |          |             |                         |                          |
| 1月11日  | 「あなた、私にハマるよ…」 ≪アプリでマッチング≫ 出会って即ホテルIN 即交型の都合のイイ絶倫ビッチ沼。 | DVD    | IPX-989  | idea pocket | 紋℃                     |                          |
| 3月14日  | 可愛いくてエロい後輩OLをホテルへお持ち帰りしたら…度を越えた≪絶倫女≫で返り討ちにあった。 | DVD    | IPZZ-017 | idea pocket | 紋℃                     |                          |
| 4月11日  | 台風で便は欠航…CAと機長、相部屋で一泊… 飛べなくなった客室乗務員は暇を持て余し機長を翌朝まで喰い痴女った。 | DVD    | IPZZ-044 | idea pocket | キョウセイ              |                          |
| 5月9日   | 身代わり肉便器 射精しても射精しても終わらない絶倫極道オヤジとの10日間孕ませ監禁生活 | DVD    | IPX-997  | idea pocket | X                       |                          |
| 6月13日  | 出張先が記録的豪雨で童貞部下と突然相部屋に…雨で濡れた身体に興奮した部下に襲われ朝まで9発のびしょ濡れ絶倫性交                                                                                                 | DVD    | IPZZ-059 | idea pocket | イナバール              |                          |
| 6月23日  | 配信限定 ナチュポケ REC ハメ撮り 西宮ゆめ IP女優のありのまま解禁 |        | IPBZ–003 | idea pocket | HAKUSHU                 | ※配信限定                |
| 7月11日  | ドM男の自宅に突撃訪問し全力痴女っちゃった 勝手にイッたらち○ぽ握り潰しちゃうよ | DVD    | IPZZ-070 | idea pocket | ドラゴン西川            |                          |
| 8月8日   | パーフェクト美脚でボクらのチ〇ポを挑発してくるタイトスカート痴女教師 ナマ脚！パンスト脚！ 上から目線の美脚責めフルコース！                                                                                   | DVD    | IPZZ-084 | idea pocket | x                       |                          |
| 10月10日 | おじさん教師キラーJ系ゆめはバカだけどSEXは天才 | DVD    | IPZZ-115 | idea pocket | ドラゴン西川            |                          |
| 11月14日 | 日本一の繁華街 新宿歌舞伎町巡回 ホテルで突いてイッてもらってイイですか？ 【凄テク大放出の回！！】 | DVD    | IPZZ-113 | idea pocket | HAKUSHU                 |                          |
| 12月12日 | 7th Anniversary 西宮ゆめ The BEST OF DREAM 8時間 ULTRA SEX | DVD    | IDBD-909 | idea pocket |                         | 単体ベスト               |
| 12月12日 | 大嫌いな中年おやじにマッサージ中に勃起チ〇ポを押し当てられ布越し2cm挿入され堕ちてしまった新人エステティシャン                                                                                                | DVD    | IPZZ-149 | idea pocket |                         |                          |
| 2024年   | |        |          |             |                         |                          |
| 1月9日   | 蒸発した父親の肩代わりに肉体返済を強いられた女子大生 ボロ屋敷に監禁され絶倫男達に3日間ひたすら種付けピストンされ続けアクメ漬けにされたスレンダー美裸体                                                       | DVD    | IPZZ-173 | idea pocket |                         |                          |
| 2月13日  | ≪爆ヌキ×鬼どぴゅ！？≫ ―シン・ルーインドオーガズムー | DVD    | IPZZ-195 | idea pocket | さもあり                |                          |
| 3月12日  | 最近調子に乗ってる仲間の彼女に酒と眠剤飲ませて思う存分、眠姦レ×プした後…彼氏の前でトドメの媚薬キメセク孕ませ輪姦！                                                                                           | DVD    | IPZZ-244 | idea pocket |                         |                          |
| 4月9日   | ねっとりチ〇ポをジュルジュポ しつこく亀頭をペロジュジュジュ お掃除フェラで舐めまくるお下品ナース | DVD    | IPZZ-224 | idea pocket | サバス堀中              |                          |
| 5月14日  | 妻が出産で帰省中、一緒に営業周りをする同僚女子社員「西宮」と何度も、何度も、浮気してしまった…。 相性抜群の肉体関係                                                                                           | DVD    | IPZZ-263 | idea pocket | HAKUSHU                 |                          |
| 6月11日  | 夏休みに田舎から上京した童貞のボク…兄のカノジョの大人の色気と無自覚誘惑に理性を保てず兄が出張中の3日間、めちゃくちゃヤリまくった。 立場逆転！暴走激ピストン＆種付けプレス！8発射精！                         | DVD    | IPZZ-289 | idea pocket |                         |                          |
| 7月9日   | 「彼女はこんな舐め方しないでしょ」 フェラチオ寝取り 彼女の親友ゆめちゃんにいつでもどこでも気づけば10発抜かれ続けたボク                                                                                       | DVD    | IPZZ-316 | idea pocket | イナバール              |                          |
| 8月13日  | 酔いつぶれ目を覚ましたら… はだけた浴衣で僕を誘う同僚女子社員と翌朝までヤリまくった僕。 ヴァーチャル寝取られ体感                                                                                              | DVD    | IPZZ-339 | idea pocket | ZAMPA                   |                          |
| 9月10日  | エロ過ぎるプリケツにボクのチ〇ポは暴走中出し！ 泥酔して目を覚ましたら隣に半裸のギャルが！？いつもは生意気なのにやたらとデレデレしてくる…ヤッちまった！どうやらセックスしちゃったみたいだ（汗）               | DVD    | IPZZ-362 | idea pocket |                         |                          |
| 10月8日  | 失恋ひとり旅 失恋の悲しみをSEXで消したかった 。誰でもいい…頭が真っ白になるくらい何度も交わって強烈な快楽に浸りたい。                                                                                         | DVD    | IPZZ-385 | idea pocket | 朝霧浄                  |                          |
| 11月12日 | 人生初！絶倫男７人と… ハメっぱなし肉便器化乱交 イッてイッてイッて無限絶頂！! | DVD    | IPZZ-404 | idea pocket | キョウセイ              |                          |
| 12月10日 | 極上スレンダー美ボディが 痙攣 失禁 仰け反りアクメ 性感覚醒オイルマッサージ | DVD    | IPZZ-424 | idea pocket |                         |                          |
| 12月31日 | 西宮ゆめ 8th BEST8時間 Shangri-La | DVD    | IDBD-944 | idea pocket |                         | 単体ベスト               |
| 2025年   | |        |          |             |                         |                          |
| 1月14日  | 祝100本記念！！ 朝も昼も夜もセックス大好き性欲民族・沖縄(うちなー)男子と孕むの覚悟で逆ナン中出ししまくっちゃいましたSP 暇さえあればセックスかオナニー！絶倫沖縄人 VS AV女優代表泥酔ゆめたん 密着ドキュメント | DVD    | IPZZ448  | idea pocket | イナバール              |                          |
| 1月14日  | 祝100本記念！！ 朝も昼も夜もセックス大好き性欲民族・沖縄(うちなー)男子と孕むの覚悟で逆ナン中出ししまくっちゃいましたSP 暇さえあればセックスかオナニー！絶倫沖縄人 VS AV女優代表泥酔ゆめたん 密着ドキュメント | BD     | 9IPZZ448 | idea pocket | イナバール              |                          |
| 2月11日  | 【密室レ×プ映像】 態度の悪い素行不良娘は留置所で犯され肉便器奴隷にされ続ける。 「優遇してヤルから服脱げ。」                                                                                                  | DVD    | IPZZ472  | idea pocket | イナバール              |                          |
| 3月11日  | パンストマニアの標的になった美脚女教師 股下85㎝！スレンダー脚線美！パンスト勃起がおさまらない狂気的ストーカーの粘着孕ませ性交                                                                                | DVD    | IPZZ521  | idea pocket | U吉                     |                          |
| 4月8日   | 美人家庭教師ゆめ先生の接吻レクチャー個人レッスン | DVD    | IPZZ498  | idea pocket |                         |                          |
| 5月13日  | ≪女性用風俗潜入≫ いかなる理由でも本番行為は禁止店にて！盗撮・ハメ撮り映像全部丸ッとそのまま公開！！ | DVD    | IPZZ544  | idea pocket |                         |                          |
| 6月10日  | 日本よ、これがアイポケだー。 BEAUTY VENUS THE HARLEM もう絶対に揃わない夢の究極共演！！ 痴女プレイ全10コーナー330分！ 共演：桜空もも、長浜みつり、古川ほのか、さくらわかな、佐々木さき、役野満里奈、愛才りあ | DVD    | IPZZ586  | idea pocket |                         |                          |
| 6月10日  | 日本よ、これがアイポケだー。 BEAUTY VENUS THE HARLEM もう絶対に揃わない夢の究極共演！！ 痴女プレイ全10コーナー330分！ 共演：桜空もも、長浜みつり、古川ほのか、さくらわかな、佐々木さき、役野満里奈、愛才りあ | BD     | 9IPZZ586 | idea pocket | 豆沢豆太郎 ドラゴン西川 | ※アイポケ初大共演SP      |
| 6月10日  | シルエット・肌の綺麗さ・柔らかさを全て兼ね備えた西宮ゆめの神尻を味わい尽くすアナル丸見え卑猥アングル 究極超えの尻マニア映像                                                                                  | DVD    | IPZZ571  | idea pocket |                         |                          |
| ７月8日  | 人体固定 マ○コ破壊ピストン無限中出し 身動き取れず強制アクメ |        | IPZZ596  | idea pocket | イナバール              |                          |
| ７月19日 | Re REC：西宮ゆめ ≪ハメ撮り＆定点カメラ≫ 配信限定 ナチュポケ2 プラベLove×2エッチ編 |        | IPBZ014  | idea pocket | HAKUSHU                 | ※配信限定                |
| 8月12日  | 性格0点のくせにルックスとエロテクは120点のビッチ義姉にエロがられて今日も抗えない… 童貞チンポが調教され覚醒イキ！！噴射暴発！？                                                                               | DVD    | IPZZ626  | idea pocket | まえだのかほり          |                          |
| 8月12日  | BEAUTY VENUS THE HARLEM -episode3- 24時間強制フル勃起！チ○ポ争奪！年中発情期の美人５姉妹に痴女られて賢者タイム無しのハメっぱなし同棲生活 共演：古川ほのか、さくらわかな、佐々木さき、愛才りあ                | DVD    | IPZZ623  | idea pocket |                         |                          |
| 8月12日  | BEAUTY VENUS THE HARLEM -episode3- 24時間強制フル勃起！チ○ポ争奪！年中発情期の美人５姉妹に痴女られて賢者タイム無しのハメっぱなし同棲生活 共演：古川ほのか、さくらわかな、佐々木さき、愛才りあ                | BD     | 9IPZZ623 | idea pocket |                         |                          |
| 9月9日   | 会社に言えない二人だけの秘密_。休日出勤がキッカケで普段は怖い美人上司と急接近 仕事中いつでもヤレる社内中出しセフレになった                                                                                   | DVD    | IPZZ645  | idea pocket | U吉                     |                          |

### アダルトＶＲ
※メーカーはIP-VRのみ
| 発売日   | タイトル | 備考   |  |
| 2017年   | 2017年 | 2017年 |  |
| -------- | --- | ------ |  |
| 12月19日 | VRデリバリーヘルス 指名No1デリヘル嬢西宮ゆめの男を虜にするエロテクニック |        |  |
| 12月20日 | VRソープランド 西宮ゆめ嬢の極上ご奉仕ソーププレイ マットプレイ中に痙攣しながら感じる敏感すぎるソープ嬢 |        |  |
| 2018年   | |        |  |
| 12月21日 | 浮気疑惑で激オコぷんぷんからの別れ話! だけど、やっぱりあなたのことが大好き… だから、仲直りの感情爆発キスしまくり一心不乱没入SEX |        |  |
| 2019年   | |        |  |
| 2月1日   | 【実際に合った出来事を映像化】かわいい顔から想像できない下品な音で責め立てる欲求不満ナースの凄テクに我慢できずになすがまま口内発射3連発! お礼にベットを軋ませるMAXピストンで同時絶頂! 計4連射はさすがに金玉カラカラになりました。                                                                     |        |  |
| 4月12日  | 誘惑お姉さん・西宮ゆめのいやらしい舌とよだれをた～っぷり味わえる濃厚接吻SEX VR!!唾液まみれになったボクのチ○ポで騎乗位絶頂＆キスしまくり生中出しハイクオリティー高画質!! |        |  |
| 5月31日  | なんでも欲しがる彼女の親友ゆめちゃんの次のターゲットはひょっとしてボク!? 小悪魔過ぎて逆に大天使 彼女にはできないけどセフレとしては最高! |        |  |
| 6月28日  | 本日初出勤!! デリヘルデビュー なんにも知らない新人ゆめちゃんを都合よく言いくるめ孕む可能性高いけど生ハメ挿入そのまま中出ししちゃった一部始終 |        |  |
| 7月19日  | 立場逆転ハイクオリティーVR!! ソープランドで偶然出会ったのは美人だけど普段からアナタの事をバカにしてくる同僚OL・西宮ゆめ!!会社にバラすぞとおどして即尺! ローションマット中出しSEX! 最後はアナタのチ○ポにメロメロになってイキまくりSEX!! 極上中出し2連発体験VR!!                                        |        |  |
| 8月23日  | 友達の紹介で知り合った「ゆめちゃん」は酔っ払い過ぎていきなりボクのち○ぽをさわさわシコシコいじってくる。他の客の目を盗んで机の下でSILENTフェラチオ! カラオケBOXでは欲求不満発情中出し懇願SEX! 史上最高ラッキーシチュエーションVR                                                                       |        |  |
| 10月24日 | 枕営業を逆手に取り強請って犯す鬼畜VR カラダを使って誘惑し契約を取りにきたセールスレディーにフェラチオさせたあげくその行為を会社にバラすと脅し無理やり犯しまくる陰湿レ×プ |        |  |
| 12月19日 | マゾ男子必見！至近距離で罵倒！軽蔑！睨みつけ！ ドSな姉貴に弱みを握られ見下し毒淫語と高圧騎乗位で強制中出しさせられたボク。ザーメンとお金を根こそぎ搾り取られたＡＴＭチ〇ポ！ |        |  |
| 2020年   | |        |  |
| 2月4日   | セックスと僕が好きで好きで我慢できない絶倫彼女の妊娠狙い逆追撃ピストンSEX |        |  |
| 2月27日  | 地元のヤンキー先輩のあおりフェラチオVR おい、しゃぶってやるからち○ぽ出せ！無理やり咥えてくるパワハラフェラチオがめちゃめちゃ気持ちイイ！！ |        |  |
| 6月4日   | 「お姉ちゃんより先にゆめとSEXしちゃおっか」ボクの脳ミソをトロトロに溶かす彼女の妹の耳元ささやき淫語誘惑VR 超接近色仕掛け！たまらず年下妹に人生初中出し射精！ |        |  |
| 7月16日  | 調子に乗って俺の目の前でイチャイチャする友達カップルにムカついたから媚薬飲ませヘロヘロにさせ寝取った一部始終。しかも中出し。 |        |  |
| 9月3日   | お客様より気持ちよくなってすみません… 感じすぎちゃう敏感びちょびちょ潮吹きメンズエステ ガチ潮吹きの生々しさ！天井特化でじっくりイキ顔！強烈な騎乗位激ピスで無理やり中出しフィニッシュ！ |        |  |
| 11月12日 | なにもしないって言ってたじゃないですか… マッチングアプリ初心者女子大生！！連れ込み×即ハメ×中出しSEX 天井特化前屈み騎乗位×超密着肘置き正常位 オナニーしやすい体勢に拘ったVR！！ |        |  |
| 12月23日 | 汗・ヨダレ・潮・愛液噴きまくりながら何度もイキまくるド淫乱西宮ゆめ超覚醒 VR 激ピストン×抜かずの中出し×大潮噴き 西宮ゆめが禁欲生活の果てに欲求大バースト！！ |        |  |
| 2021年   | |        |  |
| 2月6日   | いつでもどこでも誰にでも超密着ご奉仕ぬるぬる従順メイド おち○ぽもっと欲しいです…。ゆめメイドのおねだりエロモード発動！！ |        |  |
| 3月18日  | エロ行為絶対厳禁の水着泡洗体リフレで激カワギャル嬢の誘惑プレイ！！超至近距離でキス寸前！超密着で水着がずれてオマンコ丸見え！！ 挙句の果てに「お客さんのチンコ超かたいね！」「超舐めたいんだけど」「入れたらマジ気持ち良さそう」と悪魔のささやきに完全敗北！！ 半ば強引に入れられちゃった泡まみれSEXVR |        |  |
| 4月29日  | 天井特化で犯●れまくり！！ 目が覚めたら取引相手の美人OLさんが僕に跨り杭打ちピストン騎乗位の真っ最中！！どうやら酔って口説きそのままヤリまくったらしい…。 性欲限界突破したのか物足りない美人OLさんはコンドームが無くなった後もお構いなしで…                                                             |        |  |
| 5月17日  | 西宮ゆめ 1st VR BEST 最高級画質と最先端画角で美しさとエロさをそのままお届けする大ボリューム8タイトル500分収録！！ |        |  |
| 5月24日  | 「終電ないならウチ泊まってイイよ」 終電逃がし、美人女子社員の家にお泊まり！？ノーパンノーブラ 部屋着に興奮したアナタは… |        |  |
| 7月8日   | 西宮ゆめ究極フルコースVR SEX 距離感重視した密着性交・5種類の騎乗位SEX・目線に拘ったフェラ・アナルの表情 ・舐めまくりベロ技・ハード＆ソフト緩急手コキ・唾液やOIL液体質感 |        |  |
| 9月22日  | 教え子ギャルの挑発誘惑に何発も連射させられた教師 【見所ポイント】 1生意気淫語を浴びながら痴女ギャル性交 2見下し見上げ目線フェラチオを徹底研究 3ギャルを活かす照明＆バイノーラル録音 |        |  |
| 11月4日  | VR初同棲！西宮ゆめをボクだけ独占！ キスしまくりおっぱい舐めまくりち○ぽいじられ放題！ 46時中セックス中毒なボクらのイチャハメ神同棲 |        |  |
| 12月28日 | やっと堂々とセックスできるね 計画的孕み温泉不倫旅行！寝ずに朝までぶっ通し生中出し絶倫連射SEX VR |        |  |
| 2022年   | |        |  |
| 2月14日  | 大人になった今だからこそ子供に戻りたい M男専用大人保育園 現役保母さん監修！全編こだわり幼児言葉＆癒し幼児プレイ完全再現！ |        |  |
| 3月24日  | 憧れの先輩が東京に染まり超絶ヤリマンになって帰ってきた。何回射精しても許してもらえずそのまま朝までハメまくりVR まさかのエロ神展開！！朝までタダマンSEX！！ |        |  |
| 8月5日   | 【HQ超高画質！】西宮ゆめに射精の瞬間もベロキスで塞がれたまま中出しフィニッシュする 究極キス企画第5弾！人物の色味バッチリ綺麗！ 下品な挑発ベロ見せ＆キス中心の甘痴女連続中出し騎乗位！アナタがイク時も「ゆめ」がイク時も密着接吻でねっとりフィニッシュ！                                               |        |  |
| 10月3日  | 「アナタとチューしたいな」 トロけるディープキスSex VR 濃厚ベロキスに勃起必須！！ |        |  |
| 11月25日 | 【HQ超高画質】 究極コラボ IP女優西宮ゆめ×KMP宮迫メンバー監督 天井特化アングルVR 賢者タイムを許さない変化自在の騎乗位SEX |        |  |
| 2023年   | |        |  |
| 3月7日   | 【HQ超高画質】 ボクの自慢の彼女はNo.1コンカフェ嬢 指名No.1。愛嬌No.1。セックスNo.1。ゆめたんを指名している男共羨ましいだろっ！！ボクは毎日ヤリまくり。中出しし放題。 |        |  |
| 7月12日  | 「ホテルで休憩しよっ？」 長尺106分！ 射精5回！？ 酔いつぶれたアナタが会社の受付嬢に逆お持ち帰りされる！？ 精子搾り抜き体感2SEX ８K VR 映像美・距離感・リアル・史上最高SEX体感 |        |  |
| 2024年   | |        |  |
| 3月1日   | 8KVR AIラブドール AIデータに基づいたボク好みの完璧彼女と朝から晩までヤリまくり性活 |        |  |
| 4月12日  | 8KVR 地元の生意気ギャルゆめに奴隷のように使われてきたボクはついにチ〇ポで黙らせてやった |        |  |
| 6月7日   | 「ゆめをイカせて」 追撃弾丸ピストンで≪西宮ゆめ≫を限界までイカせろ！！ ＜映像美・距離感・リアル感＞ 最高のプレイヤー体感VR |        |  |
| 8月9日   | 会話一切ナシ。無言（MUGON）中出し3連発！！ 可愛い吐息・喘ぎ声・ピストン音が生々しく響く極上エロ没入特化8K VR |        |  |
| 10月4日  | 【8K】ズボラ義理姉の食い込みTバック尻にガマンできず真夏の暴走ガン突き尻アングルFUCK 2SEX長尺104分！！ |        |  |
| 2025年   | |        |  |
| 6月20日  | 西宮ゆめVRベスト！ゆめ見心地な13時間!!全19タイトル！１コーナーまるごとノーカット収録！ |        |  |
| 8月4日   | 歌舞伎町No.1キャバ嬢ゆめと夢の同棲生活 アフター帰りのほろ酔い彼女と太客でも絶対できないイチャラブ中出しSEX VR |        |  |

### Web配信
- ゆめ(20) T158 B85(D) W56 H86（2018年2月20日、High SCENE）

### イメージDVD
- Lover’s Day 西宮ゆめ（2019年10月18日、ファインピクチャーズ）※Blu-ray版同時発売

## 出演

### ゲーム
- 新宿スカウトバトル（2019年、DMM GAMES）‐ 西宮ゆめ 役（追加イベント・キャラクター）
- 銀行マンの下剋上～バラ色人生を目指して～（2022年12月6日、AV GAMES、フュージョンプロジェクト）- 武闘派女総長・西宮ゆめ 役[11]
- 社長と美女たちの二重奏（2024年3月6日[12]、CREAM SOFT）- 鬼島沙耶 役[13]